# Bunuri mobile din domeniul arheologie clasate în patrimoniul cultural național al României aflate în județul Bihor
Acestă listă conține bunurile mobile din domeniul arheologie clasate în Patrimoniul cultural național al României aflate la momentul clasării în județul Bihor.

## Tezaur
| Foto | Informații generale         | Detalii tehnice | Descriere | Deținător                       | Legături |
| ---- | --------------------------- | --- | --- | ------------------------------- | -------- |
|      | Fibulă de tip Latene târziu | Datare: sec. I a.Chr. Școală: Dacia preromană Descoperit: jud. BIHOR, ALEȘD, Dealul Pietrișului Dimensiuni: L resort: 42,40 mm; L acului: 67,20 mm Material: argint; batere; torsionare; șlefuire | Fibulă cu resort bilateral format din 18 spire, cu coardă exterioară liberă, legată de arcul fibulei cu ajutorul unei sârme din argint, care formează o verigă cu capetele suprapuse, mascate în zona dintre coardă și resort. Resortul este întărit prin introducerea în interiorul spirelor a unei tije din argint, patrulateră în secțiune. Arcul fibulei cu aspect de tijă este curbat și ușor fațetat în partea dinspre resort, pentru ca înspre portagrafă să devină cvasi-circular în secțiune. Arcul nu a fost ornamentat. Portagrafa are aspectul unei plăci triunghiulare pline, cu vîrful rotunjit. Acul fibulei are vârful îndoit. | Muzeul Țării Crișurilor, Oradea | Cimec    |

## Fond
| Foto | Informații generale | Detalii tehnice | Descriere | Deținător                                | Legături |
| ---- | ------------------- | --- | --- | ---------------------------------------- | -------- |
|      | Șperaclu            | Datare: sec. XVII - XVIII Școală: local Descoperit: jud. BIHOR, com. BATĂR, BATĂR, Albia Crișului Negru Material: fier; batere la cald              | Drug din fier cu secțiunea pătrată, în partea superioară se îngustează; la partea inferioară prezintă o prelungire în formă de limbă. | Muzeul Țării Crișurilor, Oradea          | Cimec    |
|      | Topor               | Datare: sec. XVII - XVIII Școală: local Descoperit: jud. BIHOR, com. BATĂR, BATĂR, Albia Crișului Negru Material: fier; batere la cald              | Topor din fier cu gât lung și tăiș evazat. | Muzeul Țării Crișurilor, Oradea          | Cimec    |
|      | Topor               | Datare: sec. XVII - XVIII Școală: local Descoperit: jud. BIHOR, com. BATĂR, BATĂR, Albia Crișului Negru Material: fier; batere la cald              | Topor din fier cu lama lățită la tăiș. | Muzeul Țării Crișurilor, Oradea          | Cimec    |
|      | Topor               | Datare: sec. XVII - XVIII Școală: local Descoperit: jud. BIHOR, com. BATĂR, BATĂR, Albia Crișului Negru Material: fier; batere la cald              | Topor din fier cu lama lățită la tăiș, gura are secțiune dreptunghiulară. | Muzeul Țării Crișurilor, Oradea          | Cimec    |
|      | Topor               | Datare: sec. XVII - XVIII Școală: local Descoperit: jud. BIHOR, com. BATĂR, BATĂR, Albia Crișului Negru Material: fier; batere la cald              | Topor din fier cu lama evazată, gaura de prindere are secțiune dreptunghiulară. | Muzeul Țării Crișurilor, Oradea          | Cimec    |
|      | Topor               | Datare: sec. XVII - XVIII Școală: local Descoperit: jud. BIHOR, com. BATĂR, BATĂR, Albia Crișului Negru Material: fier; batere la cald              | Topor din fier cu lama evazată, gaura de prindere de formă dreptunghiulară. | Muzeul Țării Crișurilor, Oradea          | Cimec    |
|      | Topor               | Datare: sec. XVII - XVIII Școală: local Descoperit: jud. BIHOR, com. BATĂR, BATĂR, Albia Crișului Negru Material: fier; batere la cald              | Topor cu lama îngustă, ușor lățită la bază; gaura de prindere are formă dreptunghiulară. | Muzeul Țării Crișurilor, Oradea          | Cimec    |
|      | Cuțit de luptă      | Datare: sec. XVI Școală: local Descoperit: jud. BIHOR, com. BATĂR, BATĂR, Albia Crișului Negru Material: fier; batere la cald                       | Lama are ascuțișul pronunțat în partea inferioară; mânerul de prindere, păstrat parțial, are găuri de fixare pentru lemn. | Muzeul Țării Crișurilor, Oradea          | Cimec    |
|      | Vârf de suliță      | Datare: sec. XVI - XVII Școală: local Descoperit: jud. BIHOR, com. BATĂR, BATĂR, Albia Crișului Negru Material: fier; batere la cald                | Vârf de suliță prelung terminat cu un tub de înmănușare tubulară. | Muzeul Țării Crișurilor, Oradea          | Cimec    |
|      | Teslă               | Datare: sec. XVII - XVIII Școală: local Descoperit: jud. BIHOR, com. BATĂR, BATĂR, Albia Crișului Negru Material: fier; batere la cald              | Teslă din fier; vârful este ușor îngustat față de corpul piesei. | Muzeul Țării Crișurilor, Oradea          | Cimec    |
|      | Teslă               | Datare: sec. XVII - XVIII Școală: local Descoperit: jud. BIHOR, com. BATĂR, BATĂR, Albia Crișului Negru Material: fier; batere la cald              | Teslă din fier; vârful este ușor îngustat față de corpul piesei; gaură de prindere în zona mediană. | Muzeul Țării Crișurilor, Oradea          | Cimec    |
|      | Cuțit de luptă      | Datare: sec. XVI Școală: local Descoperit: jud. BIHOR, com. BATĂR, BATĂR, Albia Crișului Negru Material: fier; batere la cald                       | Lama are ascuțișul pronunțat în partea inferioară; mânerul păstrat parțial are găuri de prindere. | Muzeul Țării Crișurilor, Oradea          | Cimec    |
|      | Furcă de fân        | Datare: sec. XVII - XVIII Școală: local Descoperit: jud. BIHOR, com. BATĂR, BATĂR, Albia Crișului Negru Material: fier; batere la cald              | Lucrată din fier prin batere la cald; tub de înmănușare pentru prinderea mânerului din lemn; are trei brațe terminate cu o mică aripioară laterală. | Muzeul Țării Crișurilor, Oradea          | Cimec    |
|      | Vas bitronconic     | Datare: sec. XIV-XIII î.e.n. Descoperit: jud. Bihor, com. Valea lui Mihai, Valea lui Mihai, str. Izvorului nr. 72 Material: lut, ardere inoxidantă  | Vas bitronconic cu gât cilindric înalt cu două torți laterale dreptunghiulare în profil; realizat din pastă semifină cu degresant din nisip fin, ardere inoxidantă; tehnică mixtă, incizie, aplicare. Prin aplicare s-au obținut caneluri înguste cu umăr lat, prin incizie s-au obținut decoruri din benzi de puncte. Vasul a fost utilizat ca urnă în cadrul unui mormânt de incinerație, în el fiind depuse resturi cinerare și un pandantiv de bronz. | Direcția Județeană pentru Cultură, Bihor | Cimec    |
|      | Pandantiv           | Datare: sec. XIV-XIII î.e.n. Descoperit: jud. Bihor, com. Valea lui Mihai, Valea lui Mihai, str. Izvorului nr. 72 Material: bronz; turnare în tipar | Fragment de pandantiv de bronz, turnat, în formă de semilună cu secțiune rombică, cu un defect de turnare în jurul gâtului; patina îndepărtată parțial. Lipsește unul din brațele semilunei. Tija este perforată longitudinal. | Direcția Județeană pentru Cultură, Bihor | Cimec    |
|      | Vas ritual          | Datare: sec. III a.Chr. Descoperit: jud. BIHOR, com. CURTUIȘENI, CURTUIȘENI, „Eegeto Hegy” Material: ceramică; modelare; incizare în pasta crudă    | Vas dublu compus dintr-un castron/terină în partea superioară în partea inferioară având modelat un picior antropomorf. Atât vasul propriu-zis cât și modelajul piciorului sunt bogat ornamentate prin tehnica inciziei în pasta crudă. Terina este ornamentată deasupra diametrului maxim cu triunghiuri realizate prin impresiuni circulare, pe diametrul maxim recipientul a fost ornamentat cu linii paralele dispuse vertical, fin incizate. Zona de îmbinare a vasului cu modelajul este marcată printr-o nervură circulară decorată pe toată marginea cu linii verticale incizate. Piciorul este ornamentat în zona tendonului lui Ahile cu un fascicul de trei linii realizate din impresiuni succesive circulare dintre care două, cele laterale sunt terminate în partea inferioară – spre călcâi – în spirale simple. Gleznele sunt marcate prin două proeminențe oragnice iar în zonele laterale au fost realizate prin aceeași tehnică câte o spirală în formă de „S”. Marginea tălpii pe ambele fețe este decorată cu linii spiralate și linii drepte realizate din succesiuni de linii curbe incizate fin în pastă. Tot în zonele laterale apar șiruri de puncte dispuse în unghi alternate cu linii din puncte dispuse în zig-zag pe suprafața podului piciorului, sugerând șireturile sau nojițele încălțămintei piciorului drept. Tot în această zonă apar două linii paralele dispuse pe toată suprafața podului piciorului care par a sugera un complicat sistem de închidere a încălțămintei. În partea inferioară și în zona tălpii apare o mică fisură longitudinală. | Muzeul Țării Crișurilor, Oradea          | Cimec    |